# Чешме
Чешме́ (тур. Çeşme) — населённый пункт в Турции, расположен в 85 километрах к западу от Измира, на одноимённом полуострове (выступает в Эгейское море) и напротив греческого острова Хиос.

## История
Раннее здесь находился греческий город Кри́ни (греч. Κρήνη). В городе находится историческая крепость Чешме.
Известен Чесменским морским боем в июне 1770 года, когда Российская средиземноморская эскадра уничтожила скопившийся здесь турецкий флот. В честь этого «чесменскими» стали называться несколько объектов в России, в том числе знаменитая необычной архитектурой Чесменская церковь, а также Чесменский дворец в Санкт-Петербурге. 
В 1922 году насчитывал 17 тысяч жителей, в основном греков.

## Современное состояние
Чешме — один из курортов Эгейского моря; здесь много термальных источников, воды которых поступают прямо в отели курорта.
Наиболее популярный пляж в Чешме — Алтынкум, расположенный в 10 километрах от самого города.